# Igor Caruso
Pour les articles homonymes, voir Caruso (homonymie).
Igor Caruso, né le 4 février 1914 à Tiraspol dans l'Empire russe et mort le 28 juin 1981 à Salzbourg en Autriche, est un psychologue et psychanalyste autrichien.

## Biographie
Il s'est intéressé au développement de l'enfant à l'instar de Jean Piaget et sa thèse portait sur le sens moral chez l'enfant. C'est en 1942 qu'il s'installe en Autriche où il travaille comme éducateur dans un hôpital. Son entrée dans la psychanalyse est plus floue, certains pensent qu'il a été analysé par August Aichhorn mais il est plus probable qu'il l'a été par Viktor Emil von Gebstattel, psychanalyste allemand influencé par la philosophie chrétienne.

## Ouvrages
- Psychanalyse pour la personne,  éd. Seuil, 1962, coll. « Esprit »  (ISBN 2020024152)
- présenté par Gérard Monnet, Psychanalyse et synthèse personnelle : rapports entre l'analyse psychologique et les valeurs existentielles et Psychoanalyse und Synthese der Existenze, éd. Desclée de Brouwer, Bruges, Impr. Saint-Augustin, 1959, ASIN : B001D43C2A